# Proasellus aquaecalidae
Proasellus aquaecalidae és una espècie de crustaci isòpode pertanyent a la família dels asèl·lids.

## Distribució geogràfica
Es troba a Europa: la península Ibèrica i França.